# Bibbergoud
Bibbergoud is het dertiende stripverhaal uit de reeks van Suske en Wiske. Het is geschreven en getekend door Willy Vandersteen. 
Het verhaal werd gepubliceerd in De Standaard en Het Nieuwsblad van 16 april 1949 tot en met 24 augustus 1949.  De eerste albumuitgave was in 1950, op dat moment in de Vlaamse ongekleurde reeks. Het verhaal kreeg hier nummer 8. In 1973 verscheen het opnieuw in de Vierkleurenreeks, met albumnummer 138. In 1994 verscheen de geheel oorspronkelijke versie nog eens in Suske en Wiske Klassiek.

## Locaties
- België, circus Knok, Amerika, Californië, New York met het Vrijheidsbeeld, het Wilde Westen, de Wervelwind woestijn, indianendorp, goudmijn, spookstadje

## Personages
- Suske, Wiske met Schanulleke, tante Sidonia, Lambik, machinist, circusbaas, paardentemmer, Brutus en leeuwin, boer, Kleine Soepoog, Joe en zijn vrouw, circusmedewerkers, indianen, Eenzame Eksteroog, Flatfeet-indianen, sachem, nieuwe sachem, Het Gewassen Hemd, squaws, Sitting Flower, Kid Karbonkel met zijn Hilda (locomotief), Sprekende Totem

## Uitvindingen
- De gyronef

## Het verhaal
Lambik leest de avonturen van Buffalo Bill en wordt door de bliksem geraakt. Suske en Wiske zien een paard dat Lambik redt van een aanstormende trein. Plots verschijnt er een gemaskerde indiaan die het paard meeneemt. Suske, Wiske en Lambik vergeten het incident en gaan naar het circus, waar Lambik een geldprijs wint door op het circuspaard Diabolo te rijden. (Suske en Wiske lijmden hem stiekem vast in het zadel). Normaal gezien zou Lambik als prijs een Californische goudmijn hebben gekregen, maar hij wordt door het circus ontvoerd. Dankzij Suske en Wiskes interventie wordt hij weer bevrijd en krijgt alsnog zijn goudmijn. Het drietal besluit naar het Wilde Westen te reizen, maar Lambik weigert Suske en Wiske mee te nemen. Daarom reizen de kinderen hem stiekem achterna en gaan in het Wilde Westen naar hem op zoek. Via een bejaard koppel komen ze Lambik op het spoor, maar tijdens hun woestijnreis worden ze bevangen door gebrek aan water en de hitte. Als Suske echter een hongerige gier verjaagt ontdekt hij water in een cactus. De kinderen volgen de sporen van Lambik maar deze houden plots op. Dan ontdekken ze dat ze in drijfzand zijn terechtgekomen en Lambik in datzelfde drijfzand kopje onder is gegaan. Suske weet hen allemaal te redden, maar dan blijken hun spullen verdwenen.  
De vrienden ontmoeten de indiaan Eenzame Eksteroog en verzorgen de bewusteloze Lambik in zijn verblijf. Wiske ziet dat een indiaan Schanulleke wil vernietigen, maar net op dat moment vliegt een gier weg met het poppetje. Wiske gaat hem achterna en verneemt dan dat de Bibbergoudmijn door een kwade geest wordt beschermd. Lambik geneest, maar verstuikt dan zijn voet. De gier laat Schanulleke vallen en komt bij een sprekende totem terecht. De vrienden gaan op zoek naar de goudader en worden door indianen omsingeld. Lambik wordt gevangen en zijn wagen stort een ravijn in. Hun geheimzinnige nieuwe sachem  (een man met een sluier voor zijn hoofd) overmeestert de kinderen, maar dan komen bizons en de indiaan slaat op de vlucht. Suske en Wiske worden door de kudde meegevoerd. De Flatfeet-indianen nemen Lambik mee, ondervragen hem en besluiten hem ter dood te veroordelen. De sachem licht zijn sluier op, en Lambik schrikt hevig. Lambik weet nu te veel, dus steekt de Sachem de brandstapel aan. Een oudere indiaan maakt echter bezwaar. Wil er niemand met Lambik trouwen?  Als de dochter van het opperhoofd, Sitting Flower, inderdaad met Lambik wil huwen laten de indianen hem weer vrij. De sachem neemt Lambik apart en vertelt hem dat hij hem, gezien de omstandigheden, niet zal doden, maar dat hij het kamp niet mag verlaten of zijn verborgen identiteit verklappen. Verderop lezen Suske en Wiske rooksignalen waardoor ze weten wat er aan de hand is. Ze besluiten Lambik te gaan bevrijden met hulp van de oude goudzoeker Kid Karbonkel. Met véél tegenzin loopt Lambik naast zijn ongewenste bruid. 
De kinderen voorkomen het huwelijk van Lambik en kunnen ontkomen met de locomotief van Karbonkel, maar deze rijdt in een ravijn. De gemaskerde sachem vertelt dat de Sprekende Totem de Bibbergoudmijn bewaakt en neemt Karbonkel gevangen. Lambik wordt door een sprekende beer uit een rivier gevist en besluit alsnog zijn goud te gaan oppikken. De gemaskerde sachem slaat Lambik echter buiten westen en Wiske ontdekt tot haar ontzetting dat Schanulleke de gemaskerde sachem is. De pop werd betoverd door de Totem. Deze deelt mee dat haar lieveling hen straks zal vermoorden. Schanulleke vlucht weg en keert terug met versterking. Suske en Wiske gaan weg, maar Lambik blijft bij zijn goud. De sachem schiet een brandende pijl en Suske en Wiske moeten vluchten in het droge landschap, de beer kan hun nog redden. Het goud begint te bibberen en Lambik wordt door het goud bedolven en dreigt te stikken. Het lukt Suske en Wiske niet om hem te bevrijden; hij krijgt wel spijt van zijn gedrag. De beer brengt dan springstof tot ontploffing. De Totem en het goud zijn daarna verdwenen, Lambik is vrij, Schanulleke is weer normaal, en Wiske bedankt de beer, die Tante Sidonia blijkt te zijn. Ze las in de krant wat er allemaal gebeurde en ging met de gyronef naar Amerika. Ze vermomde zich als beer om veilig te zijn voor de indianen. Lambik is genezen van zijn goudkoorts en via rooksignalen horen de vrienden dat Kid Karbonkel met Sitting Flower zal huwen. Hierop keren de vrienden naar huis.

## Achtergronden bij het verhaal
- Bij de heruitgave in de Vierkleurenreeks is het verhaal, afgezien van de kaft, niet hertekend. Met veel andere verhalen uit de begintijd is dit wel gebeurd.
- De titel is een woordspeling op de "bibbergeld", een benaming voor geld dat men aan een ander geeft om een gevaarlijke klus door diegene te laten klaren. Mogelijk  verwijst het in dit verband tegelijk naar het geld dat de Antwerpse dokwerkers kregen om tussen september 1944 en mei 1945 de haven van Antwerpen open te houden, terwijl Antwerpen werd bestookt door Duitse v-bommen. De zwaarste inslag van een V-2 was op een bioscoop waar men de film Buffalo Bill vertoonde: in één klap vielen daarbij 547 doden.
- Vandersteen las als kind zelf graag de Buffalo Bill-cowboyverhalen.
- "Sitting Flower" is een woordspeling op Sitting Bull, het opperhoofd van Sioux, die ook optrad in de Wild West shows van Buffalo Bill.
- Als Sitting Flower in haar kano naar het indianendorp komt gevaren, zingt ze het Zuid-Afrikaanse lied  Mamma, 'k wil 'n man hê! Wanneer ze uiteindelijk gaat huwen, zingt ze: Vogeltje, gij zijt gevangen.
- Dit is het eerste Suske en Wiske-verhaal waarin Schanulleke tot leven komt. In sommige latere verhalen uit de serie is dit motief hergebruikt (bijvoorbeeld in De sterrenplukkers en Het Bretoense broertje).